# Rock'n Me
«Rock'n Me» es una canción del grupo estadounidense de rock Steve Miller Band, que fue escrita por su líder y guitarrista Steve Miller. Lanzada como el segundo sencillo del noveno álbum de estudio Fly Like an Eagle en 1976, Miller fue el encargado de la producción de esta canción así como también la del álbum. En la edición norteamericana del sencillo aparece Steve Miller como único intérprete, mientras que en la europea figura el nombre del grupo completo.
La canción logró un gran impacto comercial y crítico, Billboard en su publicación la denominó un «inmediato capturador de audiencia». Además, se convirtió en el segundo número uno de la banda, alcanzando el primer puesto del Billboard Hot 100 el 6 de noviembre de 1976 y ocupándolo por una semana. También logró colocarse en la primera posición de la lista canadiense RPM Top Singles. En los últimos años, la canción ha sido incluida en varios discos recopilatorios de la banda, incluyendo el Greatest Hits 74-78 de 1978 y el The Very Best of Steve Miller Band de 1991.
Miller reconoció que los elementos de «Rock'n Me», particularmente la introducción, fueron "la punta del sombrero" de la canción «All Right Now» del grupo británico Free y dijo: «Sí, es una tacha en la pared para Paul [Kossoff]. Hice un concierto durante los dos años que estuve fuera de la carretera. Fui a Londres y toqué junto a Pink Floyd... fue un gran espectáculo al aire libre, así que necesitábamos un gran número de canciones rock and roll que realmente conmoviera a todos. Simplemente la armé y no pensé mucho en eso».
Su composición está basada en el ámbito de festivales de rock y pop, expresando la historia de una persona que se encuentra de viaje y lo hace con frecuencia, con una actitud positiva y optimista. Las voces y las letras se han catalogado como que contienen "muchos hombres". En la canción se puede escuchar mencionar a las principales ciudades de Phoenix, Arizona, Tacoma, Washington, Philadelphia, Pensilvania, Atlanta, Georgia y Los Ángeles, California.

## Listas
| Lista (1976)                       | Mejor posición |
| ---------------------------------- | -------------- |
| Canadá (Canadian Top Singles)      | 1              |
| Países Bajos (Mega Single Top 100) | 22             |
| Nueva Zelanda (Recorded Music NZ)  | 23             |
| Reino Unido (UK Singles Chart)     | 11             |
| Estados Unidos (Billboard Hot 100) | 1              |

| Lista (1977)                          | Mejor posición |
| ------------------------------------- | -------------- |
| Austria (Ö3 Austria Top 40)           | 25             |
| Alemania (Offizielle Deutsche Charts) | 28             |

| Predecesor: «If You Leave Me Now» de Chicago | Billboard Hot 100 sencillo número uno 6 de noviembre de 1976 (una semana) | Sucesor: «Tonight's the Night (Gonna Be Alright)» de Rod Stewart |